# Duri Bezzola (Politiker, 1958)
Duri Bezzola (* 23. März 1958 in St. Moritz, Bürger von Zernez) ist ein Bündner Politiker (FDP).
Bezzola war von 2003 bis 2006 Vizepräsident des Kreises Oberengadin. Von 2006 bis 2014 hatte er Einsitz im Grossen Rat des Kantons Graubünden und in der Kommission für Bildung und Kultur.
Der verheiratete Vater von drei Kindern (dipl. Forsting. ETH, Executive MBA HSG) ist Geschäftsführer der Academia Raetica in Davos. Er war Kreisforstingenieur in Davos (1988–91), Projektleiter in Ruanda und Bolivien (1992–97), Verwalter der Lyceum Alpinum Zuoz AG (2001–13), Präsident der Vereinigung Pro Lej da Segl (2005–12) und Präsident der rätoromanischen Dachorganisation Lia Rumantscha (2012–15).